# سنجد ۸۸۸۶
سیارک ۸۸۸۶ (به انگلیسی: 8886 Elaeagnus، نامگذاری:1994EG6) هشت هزار و هشتصد و هشتاد و ششمین سیارک کشف شده‌است که در ۹ مارس ۱۹۹۴ کشف شد.
قدر مطلق سیارک برابر ۱۵٫۰۰ است.